# Culmea Salair
Culmea Salair sau creasta Salair este o zonă montană joasă sub formă de platou din sud-vestul Siberiei, Rusia, situată în Ținutul Altai, regiunile Kemerovo și Novosibirsk. Creasta are o lungime de aproximativ 300 de kilometri și o lățime de 15-40 de kilometri. Cel mai înalt vârf este Kivda, care are o înălțime de 621 metri. Zonă montană este bogată în minereuri de aur și minereuri polimetalice.